# Prònoe (filla de Forbant)
Prònoe (en grec antic: Προνόη) va ser, segons la mitologia grega, una filla de Forbant. Es va casar amb el rei epònim d'Etòlia, Etol, amb qui va tenir dos fills: Pleuró i Calidó, també epònims de les dues principals ciutats d'Etòlia (Calidó i Pleuró.
Segons Diodor de Sicília, aquest Forbant era un fill de Làpites.